# Soundtracks (альбом Can)
Soundtracks — второй студийный альбом краут-рок-группы Can, сборник музыкальных композиций, вошедших в саундтреки к различным фильмам.

## Об альбоме
Альбом знаменуется уходом прежнего вокалиста Малкольма Муни, вокал которого присутствует на двух треках, и появлением нового участника группы Дамо Судзуки. Стилистически, альбом прочерчивает грань между психоделическими джем-сессиями их первых записей (Monster Movie и Delay 1968) и более медитативным, электронным и экспериментальным стилем их последующих студийных работ (таких, как Tago Mago и Ege Bamyasi).
Песня «She Brings the Rain», которая изначально появилась в фильме 1971 года «Bottom — Ein großer, graublauer Vogel» режиссёра Томаса Шамони, позже была включена в фильм Вима Вендерса «Лиссабонская история» (англ.  Lisbon Story), «Некуда идти» (нем. Die Unberührbare) режиссёра Оскара Рёлера и «Норвежский лес» (яп. ノルウェイの森) режиссёра Чан Ань Хунга.
«Don’t Turn the Light On, Leave Me Alone» стала первой песней, вокал на которой в составе Can исполнил Дамо Судзуки.
В марте 2005 журнал Q поставил песню «Mother Sky» на 48-е место в списке «100 Greatest Guitar Tracks».

## Список композиций
Все композиции написаны — Дамо Судзуки, Хольгером Шукаем, Ирмином Шмидтом, Яки Либецайтом и Михаэлем Кароли, кроме указанных особо
| №  | Название                                                                      | Автор(ы)                                                                | Длительность |
| -- | ----------------------------------------------------------------------------- | ----------------------------------------------------------------------- | ------------ |
| 1. | «Deadlock» (из кинофильма Deadlock, 1970, реж. Роланд Клик)                   |                                                                         | 3:27         |
| 2. | «Tango Whiskyman» (из кинофильма Deadlock, 1970, реж. Роланд Клик)            |                                                                         | 4:04         |
| 3. | «Deadlock (Titelmusik)» (из кинофильма Deadlock, 1970, реж. Роланд Клик)      |                                                                         | 1:40         |
| 4. | «Don’t Turn the Light On, Leave Me Alone» (из кинофильма Cream)               |                                                                         | 3:42         |
| 5. | «Soul Desert» (из кинофильма Mädchen… nur mit Gewalt, 1970, реж. Роджер Фриц) | Хольгер Шукай, Ирмин Шмидт, Яки Либецайт, Малкольм Муни, Михаэль Кароли | 3:48         |

| №                   | Название                                                                                           | Автор(ы)                                                                | Длительность |
| ------------------- | -------------------------------------------------------------------------------------------------- | ----------------------------------------------------------------------- | ------------ |
| 1.                  | «Mother Sky» (из кинофильма Deep End, 1971, реж. Ежи Сколимовский)                                 |                                                                         | 14:31        |
| 2.                  | «She Brings the Rain» (из кинофильма Bottom — Ein großer graublauer Vogel 1971, реж. Томас Шамони) | Хольгер Шукай, Ирмин Шмидт, Яки Либецайт, Малкольм Муни, Михаэль Кароли | 4:04         |
| Общая длительность: | Общая длительность:                                                                                | Общая длительность:                                                     | 35:16        |

## Участники записи
- Дамо Судзуки — вокал;
- Малкольм Муни — вокал на «Soul Desert» и «She Brings the Rain»;
- Михаэль Кароли — гитара;
- Ирмин Шмидт — клавишные;
- Хольгер Шукай — бас-гитара, контрабас;
- Яки Либецайт — ударные.